# Хюккер-Мор
Хюккер-Мор (нем. Hücker Moor) — болотное озеро в Германии, в земле Северный Рейн-Вестфалия. Расположен в Хюккер-Ашене, города Шпенге (район Херфорд).

## История

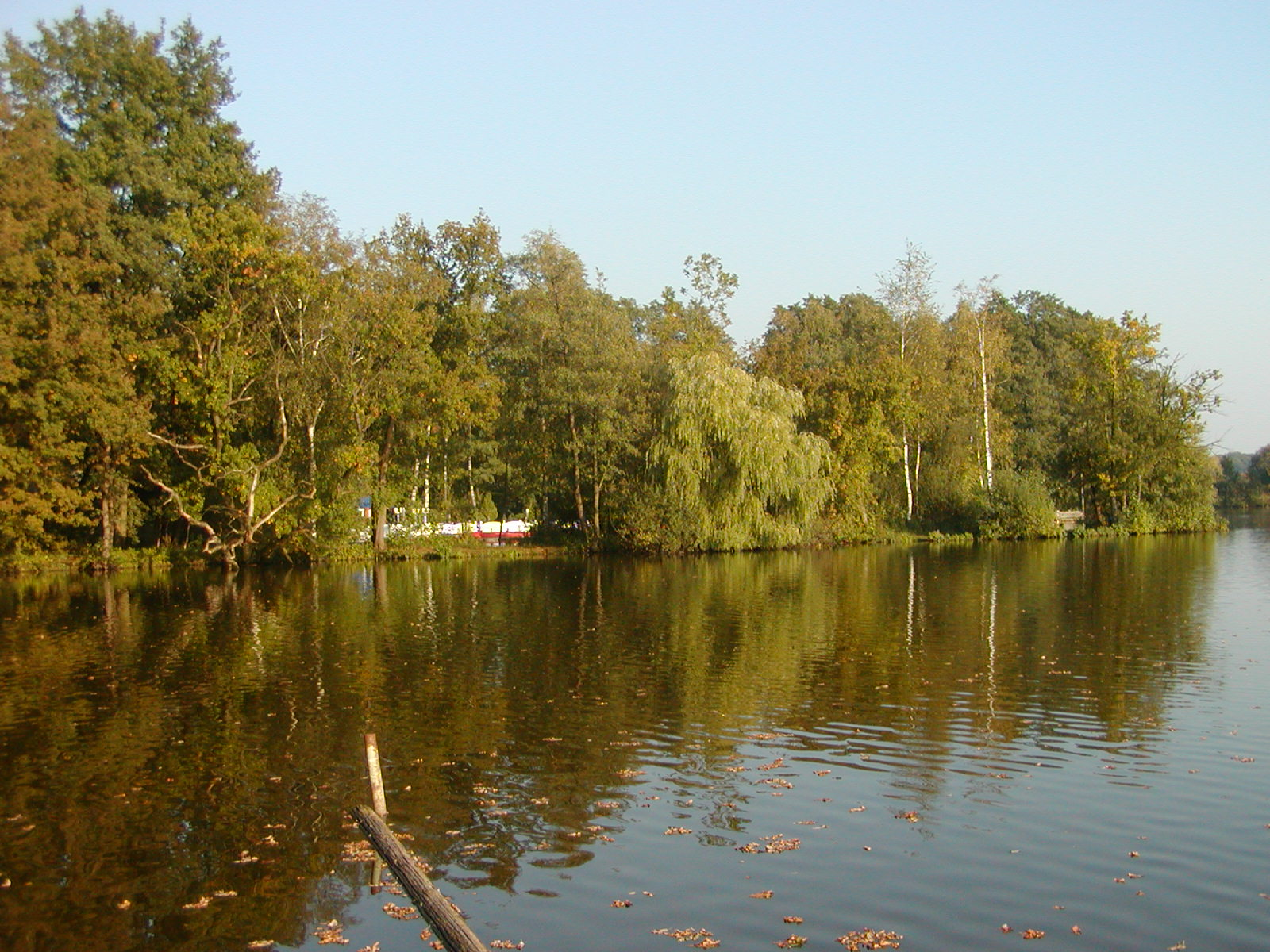
Хюккер-Мор осенью

В результате обвала грунта, который случился из-за выщелачивания соляного пласта под землёй, была образована просадка. В появившемся проседании на местности с низким уровнем стока, образовалось небольшое болото. Сам водоём образовался в течение XVIII и XIX веков, когда болото осушилось. В середине XIX века была прекращена добыча торфа, а оставшаяся после добычи впадина снова наполнилась небольшими притоками и источниками. В итоге образовалось нынешнее озеро, из которого вытекает река Морбах, далее впадающую в Эльзе через Верфенер-Бах. Площадь озера составляет 10,9 га, что делает его самой большой акваторией во всём районе Херфорд.

## Досуг
В летний сезон на озере можно взять в аренду гребные лодки и каноэ. На северном берегу есть несколько ресторанов. Однако многочисленные коммерческие развлекательные заведения на берегу озера вызывают конфликты с отдыхающими. Рабочая группа Хюккер-Мора пытается урегулировать эту проблему. Южный берег, напротив, значительно обозначен охраняемой зоной и, следовательно, является естественным и необитаемым. 

## Природа

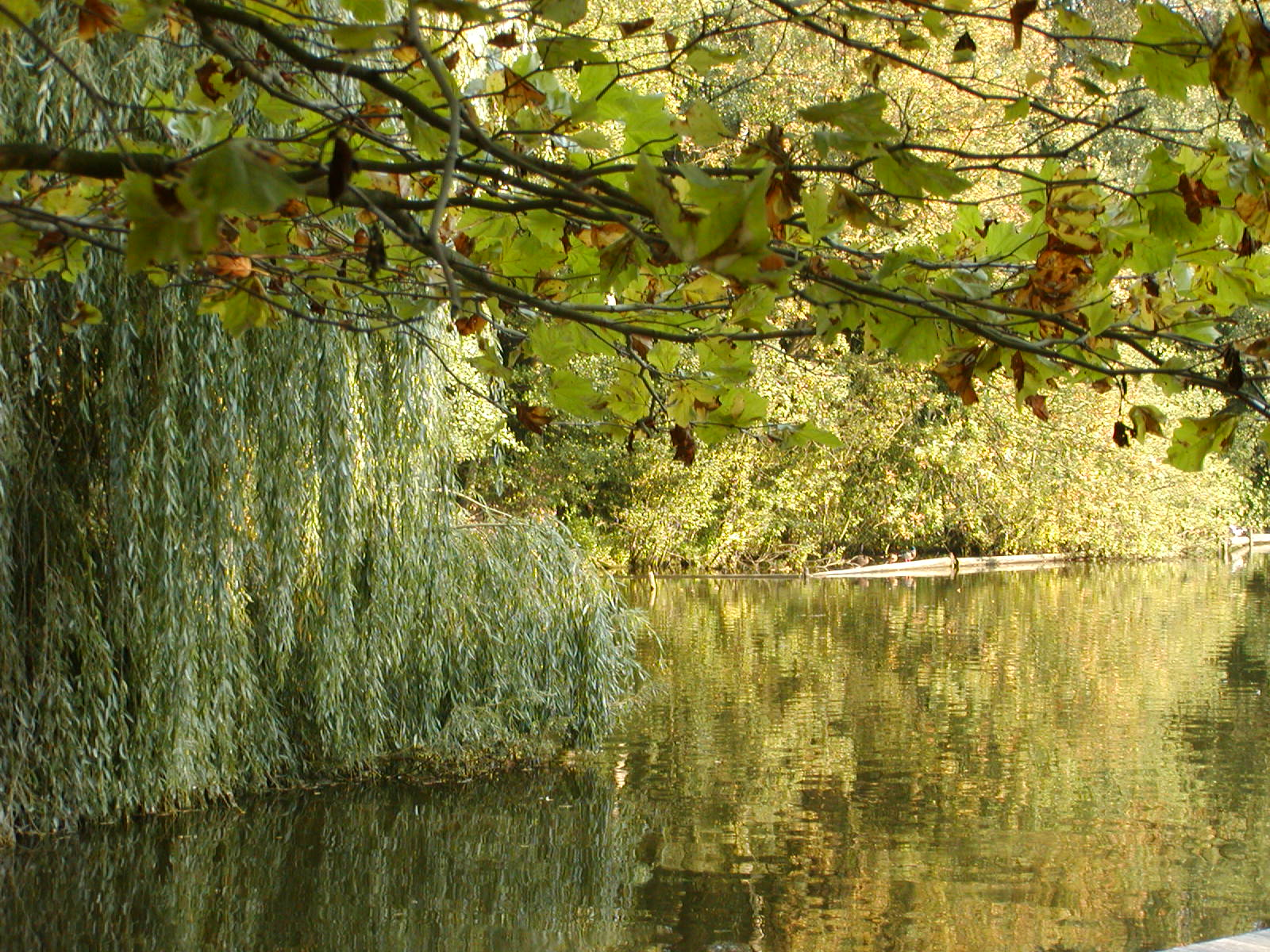
Хюккер-Мор в идиллии

Ранее озеро отмечалось наличием целого ряда редких растений. 
Такие растения как:
- Балделлия лютиковая (Baldellia ranunculoides),

- Росянка круглолистная (Drosera rotundifolia),
- Эрика четырёхмерная (Erica tetralix),
- Вахта трёхлистная (Menyanthes trifoliata),
- Дремлик болотный (Epipactis palustris),
- Лапчатка болотная (Potentilla plaustris) и
- Белая кувшинка (Nymphaea alba).

Однако из-за интенсивного использования озера, как места отдыха, а также сильной эвтрофикации, на водоёме практически отсутствуют какие-либо флористические особенности.
На просторе Хюккер-Мора также гнездятся птицы, такие как камышница, лысуха, лебедь-шипун, а также западный соловей. В окрестностях часто обитает жулан.